# Epactris thyreota
Epactris thyreota är en fjärilsart som beskrevs av Edward Meyrick 1911. Epactris thyreota ingår i släktet Epactris och familjen äkta malar.
Artens utbredningsområde är Sri Lanka. Inga underarter finns listade i Catalogue of Life.